# 八路军前方总部旧址
八路军前方总部旧址，位于山西左权县麻田镇麻田村，为八路军阻击侵华日军的前方总部。
该旧址现由三部分组成：总部大院、邓小平旧居、左权旧居，为四合院落。1941年7月至1945年8月，八路军129师、太行区党委、北方局党校、《新华日报》社等机关在此驻扎。此外还有中共许多领导人物在此停驻，包括彭德怀、刘伯承、杨尚昆、薄一波、罗瑞卿等。麻田镇东北部有“左权将军殉难处纪念亭”，纪念抗战中牺牲的左权将军。